# 丁浩
丁浩（てい こう、ディン・ハオ、2000年6月13日 - ）は、中国の囲碁棋士。山西省大同市出身、中国囲棋協会に所属、九段。LG杯朝鮮日報棋王戦優勝、CCTV電視快棋戦優勝、湾区杯中国囲棋大棋士戦2連覇など。2023年に中国棋士ランキング1位。

## 経歴
6歳で囲碁を学び、韓曄、趙文東、李魁などの師に付いて、山西省囲棋少年隊に入り、その後は北京で学ぶ。2013年初段。2014年二段。2015年新人王戦ベスト4、Mlily夢百合杯ベスト16、三段。2016年全国個人戦5位、四段。2017年名人戦ベスト8、利民杯戦ベスト4、五段。2019年CCTV杯優勝、グロービス杯戦3位、テレビ囲碁アジア準優勝、六段。2020年七段。2021年八段、九段。同年倡棋杯戦、文投杯開封中国囲棋国手戦、湾区杯中国囲棋大棋士戦で優勝。2022年に大棋士戦で防衛し2連覇。2023年にLG杯、三星火災杯の世界選手権で優勝。
中国囲棋リーグは2014年に乙級の平煤チームで出場、2016年から甲級で河北、杭州チームで出場。中国棋士ランキングでは2018年33位、2020年13位、2021年3位、2023年1位。

### タイトル歴
国際棋戦
- LG杯世界棋王戦 2023年
- 三星火災杯世界囲碁マスターズ 2023・24年

国内棋戦
- 浙江平湖・当湖十局杯CCTV電視快棋戦 2019年
- 倡棋杯中国プロ囲棋選手権戦 2021年
- 中国囲棋国手戦 2021、2023年
- 湾区杯中国囲棋大棋士戦 2021-22年
- 全国智力運動会男子個人戦 2023年

### 他の棋歴
国際棋戦
- テレビ囲碁アジア選手権戦 2019年準優勝
- 衢州爛柯杯世界囲碁オープン戦 2024年ベスト4
- Mlily夢百合杯世界囲碁オープン戦 2015年ベスト16
- 春蘭杯世界囲碁選手権戦 2024年ベスト8
- グロービス杯世界囲碁U-20 2019年3位
- 農心辛ラーメン杯世界囲碁最強戦 2022-23年 0-1（×申眞諝）

国内棋戦
- 竜星戦 2023年準優勝
- 全国囲棋個人戦2016年5位
- 全国智力運動会 2019年男子団体戦優勝
- 中国囲棋甲級リーグ戦
  - 2014年乙級（中国平煤神馬集団）
  - 2015年乙級（中国平煤神馬集団）
  - 2016年（河北新奥）7-8
  - 2017年（杭州雲林決破）16-10
  - 2018年（竜元明城杭州）11-14
  - 2019年（竜元明城杭州）10-5
  - 2020年（竜元明城杭州）11-4
  - 2021年（竜元明城杭州）10-5
  - 2022年（竜元明城杭州）8-7
  - 2023年（竜元明城杭州）8-7
  - 2024年（竜元明城杭州）